# Chalyja
Il Chalyja (in russo Халыя?) è un fiume della Russia siberiana orientale (Repubblica Autonoma della Sacha-Jacuzia), affluente di sinistra del Tyry (bacino idrografico della Lena).
Nasce alle pendici dei monti Suntar-Chajata, scorrendo nel suo alto corso in una valle scavata nella catena dei monti Sette-Daban in direzione mediamente occidentale; sfocia nel Tyry a 152 km dalla foce. La lunghezza del fiume è di 185 km, l'area del bacino è di 4 380 km².
Il Chalyja, come tutti i fiumi della zona, è interessato dal congelamento delle acque da ottobre a metà maggio. Non incontra alcun centro urbano in tutto il suo corso.